# ガイウス・ユリウス・カエサル
ガイウス・ユリウス・カエサル（ラテン語: Gaius Iulius Caesar、Juliusとも、紀元前100年 - 紀元前44年3月15日）は、共和政ローマ末期の政務官であり、文筆家。
「賽は投げられた」(alea jacta est)、「来た、見た、勝った」(veni, vidi, vici) 、「ブルータス、お前もか」(et tu, Brute?) などの特徴的な引用句でも知られる。また彼が布告し彼の名が冠された暦（ユリウス暦）は、紀元前45年から1582年まで1600年間以上に渡り欧州のほぼ全域で使用され続けた。
古代ローマで最大の野心家と言われ、マルクス・リキニウス・クラッスス及びグナエウス・ポンペイウスとの第一回三頭政治と内戦を経て、永久独裁官（ディクタトル・ペルペトゥオ）となった。しかし、その直後暗殺され、カエサルの時代は終焉を迎える。
「カエサル」の名は、帝政初期にローマ皇帝が帯びる称号の一つ、帝政後期には副帝の称号となった（テトラルキア参照）。ドイツ語のKaiser（カイザー）やロシア語のцарь（ツァーリ）など、皇帝を表す言葉の語源でもある。
従来カエサルはポプラレス（民衆派）とされてきたが、当時の政治状況を簡単に二分することはできないため、「カエサル派」とすべきだとする意見がある。

## 出自

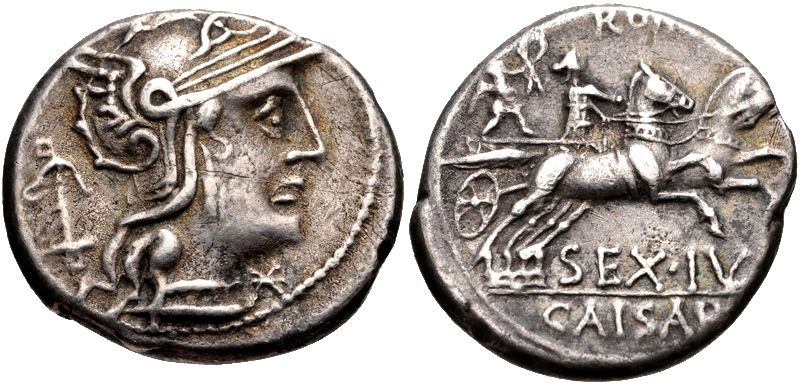
紀元前129年頃に鋳造されたデナリウス銀貨。セクストゥス・ユリウス・カエサルの名と共にウェヌスの姿が刻まれている

ユリウス氏族は、王政ローマ時代、ロームルスが隠れたときに動揺する民衆をプロクルス・ユリウスが説得したという伝説があり、ホラティウス三兄弟の決闘でアルバ・ロンガに勝った後、セルウィリウス氏族やクィンクティウス氏族らと共に移住してきたアルバの元指導者層で、パトリキ（貴族）に列せられたという。
氏族は古い系譜を有するパトリキではあったが、カエサル家は2つの家系に分かれ、カエサルの直系の先祖に執政官経験者はいない。当時力を付けてきていたガイウス・マリウスと結ぶことによってその地位の向上を計ったとみられる。カエサルは自身の叔母でマリウスの妻でもあったユリア (ガイウス・マリウスの妻)の追悼演説で「ユリウス氏族はアエネアスの息子アスカニウスに由来し、したがって女神ウェヌスの子孫であり、また、カエサルの母方はアンクス・マルキウス（王政ローマ第4代の王）に連なる家柄である」と述べている。（氏族の先祖であるガイウス・ユッルスの頃は、コグノーメンをIullusと表記していたが、『アエネーイス』でアスカニウスの別名ユールスが有名になるにつれ、Iulusと表記されるようになった。）

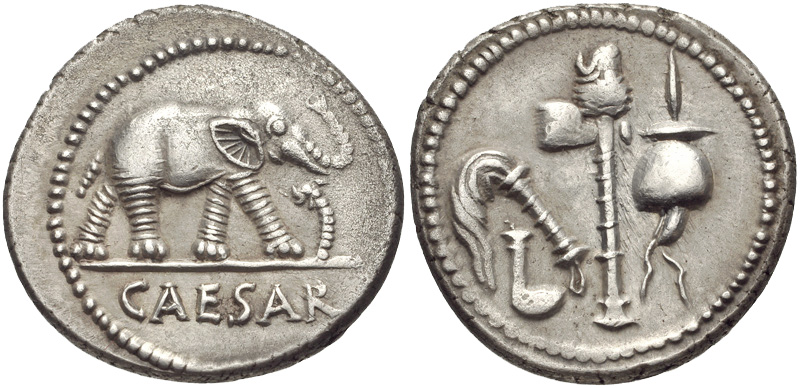
カエサルが戦地で鋳造したと思われるデナリウス銀貨。象の姿が刻まれている

なお、「カエサル」という家族名の起源としては以下の説がある。
- 大プリニウスの『博物誌』[11] によれば、母を犠牲にした子は幸運の持ち主で、スキピオ・アフリカヌスがそうであったが、初代カエサルは母の子宮を切った（caeso）ためにその名で呼ばれ、同じ理由でカエソ（というプラエノーメン）もそう呼ばれたとしている（ラテン語で「切る」という意味のcaedere（受動完了分詞 caesus）に由来か[12]）。
- 『ローマ皇帝群像』においては、以下の4つが挙げられている[13]。
  - 戦争で象（マウリ人の言葉、おそらくフェニキア語でcaesai カエサイ）を殺した説[注釈 2]
  - 母の死後、切開して生まれた（上記参照）
  - 最初にカエサル姓を名乗った人物が頭の毛がふさふさしていた（caesaries カエサリエス）説[注釈 3]
  - 灰色の瞳（oculis caesiis オクリス・カエシイス）をしていた説

## 生涯

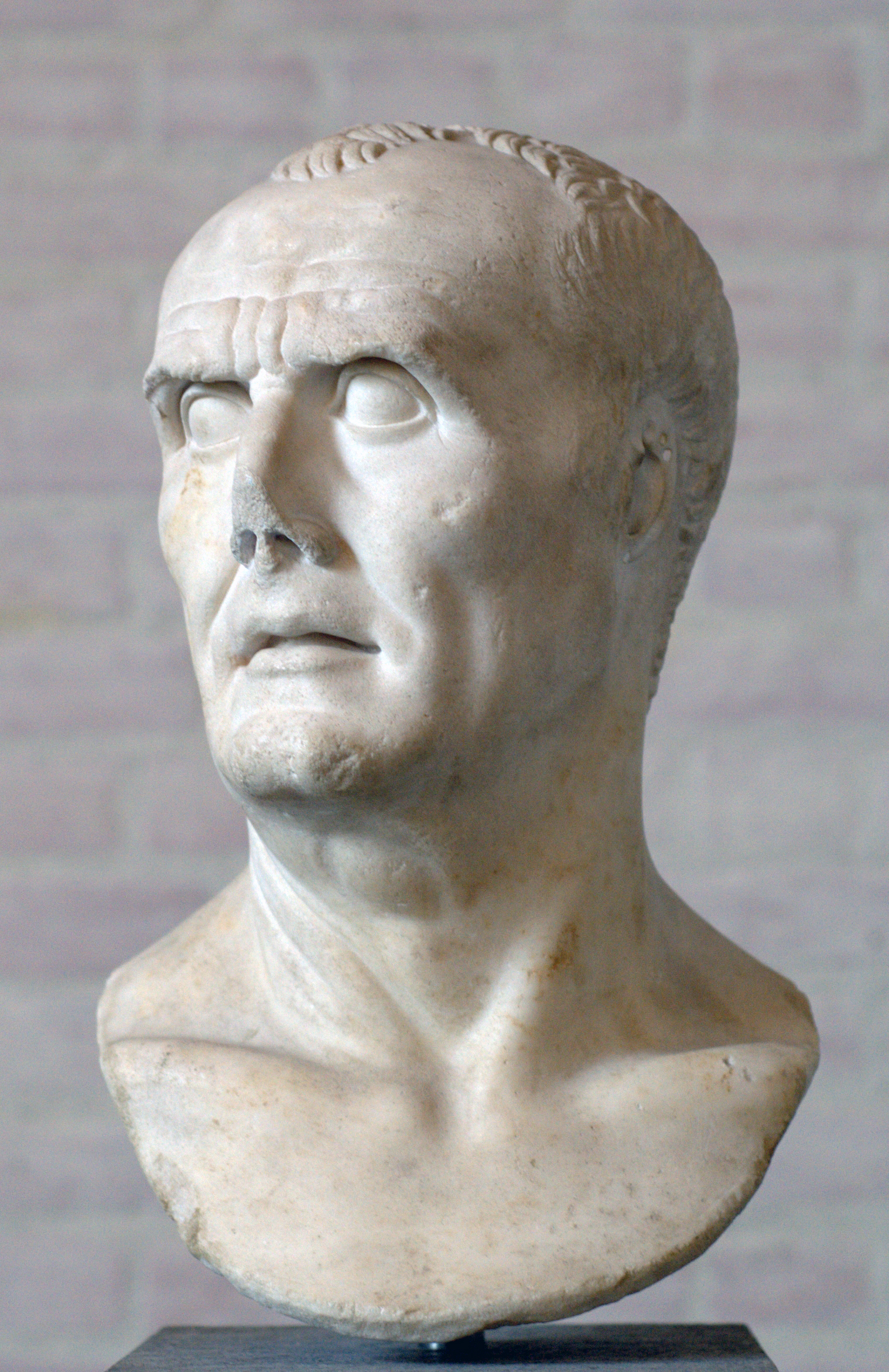
マリウスのものと思われる胸像。グリュプトテーク収蔵

### 生誕
ガイウス・ユリウス・カエサルの生誕年として以下の2つの説がある。
1. スエトニウス『皇帝伝』の記述に沿った紀元前100年[14]、
2. カエサルがプラエトル（法務官＝就任資格が40歳以上）に就任した紀元前62年から逆算した紀元前102年

父は同名のガイウス・ユリウス・カエサル（Gaius Iulius Caesar）で、ガイウス・マリウスは父ガイウスの義弟に当たる。父ガイウスはプラエトルを務めた後、アシア属州の属州総督を務めた。母はルキウス・アウレリウス・コッタの娘アウレリア・コッタで、祖先に幾人もの執政官を輩出した名家の出身であった。また、カエサルには幼少の頃から家庭教師としてマルクス・アントニウス・グニポが付けられたが、グニポはガリア系の人物であった。
なお、誕生月日も幾つかの説がある。カエサルの神格化を決議した後にカエサルの誕生日を祝う記念日を『ルディ・アポッリナレス』（7月6日から13日まで）の最終日に当たる7月13日を避けて7月12日に設置したと伝わっているため、7月13日をカエサルの誕生日とする説が有力であるが、7月12日とする説もある。

### 青年期
幼少期のカエサルについては、プルタルコス『英雄伝』やスエトニウス『ローマ皇帝伝』などの文献に言及が無く、はっきりしない。ローマ国内は政治的に不安定で、ユグルタ戦争、キンブリ・テウトニ戦争の英雄ガイウス・マリウスと、そのライバルであったルキウス・コルネリウス・スッラが対立しており、カエサルは叔母ユリアがマリウスに嫁いでいたことからマリウス派であった。ただ、それはよく民衆派と呼ばれる政党的なものというよりは、マリウスを中心とした緩い個人的なつながりと考えられる。紀元前91年の同盟市戦争では、同盟国がローマ市民権を求めて蜂起し、ルキウス・カエサルがユリウス法を提案し、イタリア半島ポー川以南の全自由民に市民権を与えることで決着したが、彼らをどのトリブス（選挙区）に登録するかで揉め、一部の抵抗も続いていた。

#### スッラ時代

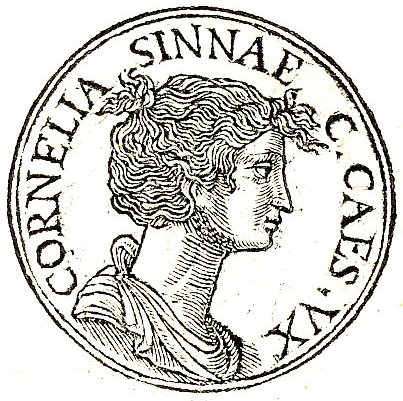
カエサルの妻、コルネリア・キンナエ

紀元前88年、ポントス王国ミトリダテス6世とのミトリダテス戦争が起り、執政官であるスッラがインペリウムを得て指揮を執ることになった。しかしマリウスにミトリダテス討伐のインペリウムを付与する法案が提出され、市内では騒乱が起り、ローマを脱出したスッラは同僚執政官と共に軍を率いてローマへ侵攻。老年のマリウスはローマから逃げのびたが、「国家の敵」宣言を受ける。そしてスッラがルキウス・コルネリウス・キンナに後事を託して再び遠征に出かけると、今度は同僚執政官に追放されたキンナがマリウスを呼び戻し再びローマを制圧、スッラを「国家の敵」と弾劾してスッラ派を粛清した。ルキウス・カエサルも、マルクス・アントニウス・オラトルらと共に殺され、ロストラに晒された。
紀元前86年初頭、マリウスは没した。残されたキンナは死去する紀元前84年までローマを支配し、おそらくこのキンナ時代に新市民のトリブス登録問題は解決されたと考えられている。
紀元前84年にカエサルの父が死去すると、翌紀元前83年、カエサルはユピテル神官に選出される。しかし、この職務はパトリキのみに開放されており、前提としてパトリキと結婚する必要があったので、カエサルは婚約していた騎士階級（エクィテス）の娘コッスティアと別れ、コルネリウス氏族であるキンナの娘コルネリアと結婚した。後にスッラはカエサルに離縁を強要したが、カエサルが拒否したため代わりに持参金を没収している。ユピテル神官はローマを離れることが出来ず、戦争に関わるタブーが多かったため、もし就任していたとすれば、彼のキャリアは終わっていたはずで、実際には最高神祇官の抵抗によって就任していないと考えられる。

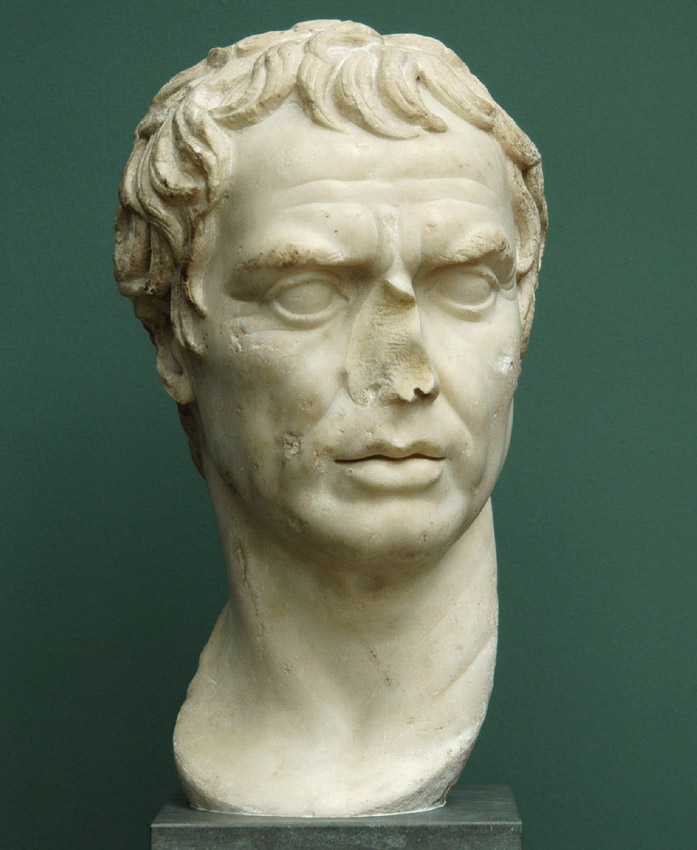
スッラのものと思われる胸像。グリュプトテーク収蔵

その頃、ミトリダテス戦争に勝利したスッラが再びローマへ進軍し、マリウス・キンナ派の抵抗を受けたがローマ市を制圧。反対派をプロスクリプティオに基づいて徹底的に粛清し、紀元前82年には従来、任期が半年に限定されていた独裁官の任期を事実上無制限とした「法制秩序再生独裁官」に就任した。このスッラの帰還に合わせ、クラッススやポンペイウス、クィントゥス・カエキリウス・メテッルス・ピウスが挙兵している。
血縁としてマリウスに近く、キンナの婿であるカエサルも民衆派とみなされ、彼はあやうく殺されそうになった。しかしこの時、ガイウスもしくはルキウス・アウレリウス・コッタ、マメルクス・アエミリウス・レピドゥス・リウィアヌス、ウェスタの処女らに助命嘆願され、スッラもこれにしぶしぶ同意する。その時スッラは「いいだろう。許そう。だが忘れるな。いつかあの若者が我々貴族を滅ぼすぞ。彼の中には多くのマリウスがいるのだ」と語ったと伝えられる。
紀元前81年、カエサルはアシア属州を担当していたプラエトル、マルクス・ミヌキウス・テルムスのもとに派遣され、ビテュニア王ニコメデス4世のもとに艦隊調達の交渉に向かい長期間滞在する。スエトニウスによれば、この時に王と若いカエサルは男色関係を持ったという噂が立ったが、ミュティレネ包囲戦では「市民冠」を授与されている。この市民冠の授与によって、カエサルが元老院に議席を得、その特権によって政務官の年齢制限を回避できたとすれば、紀元前100年生まれでもおかしくはないことになる。ただ、この男色の噂は生涯に渡って付いて回り、「ビテュニアの女王」などと政敵より攻撃される材料となった。
この頃ローマでは、コルネリウス法を制定し改革を一通り終えたスッラが紀元前80年に独裁官を辞していた。このスッラの行動を後年カエサルは、「自分から独裁官を辞めるようなおめでたい奴をスッラと呼ぶのさ」と評したという。

#### スッラ死後
紀元前78年にスッラが死去したことでカエサルはローマへ帰還した。すると、同僚執政官と反目し、スッラが定めた護民官権限削減の復活や穀物法の撤回、没収された資産の返却などを訴え挙兵したマルクス・アエミリウス・レピドゥスはカエサルに参加を呼び掛けたが、カエサルはこれを断った。
当時ローマでは属州統治に現地民への脅迫や搾取・収賄を行う者が頻繁にいた。紀元前77年、カエサルは執政官経験者のグナエウス・コルネリウス・ドラベッラをこの罪で訴追した。共和政ローマでは私人訴追主義で、訴追者自らが裁判で相手側弁護士と戦うため、多数決で判決を下す審判人を説得するための高度な修辞学が求められ、訴追者は政敵や訴追によって名を売ろうとする若者、職業的訴追人などが主であった。
このドラベッラの告発に失敗し、復讐を恐れたカエサルは紀元前75年にロドス島へ赴き、キケロの師で 修辞学の権威として著名であったアポロニウス・モロンに師事した。彼には弁舌の才能もあったが、その努力を政治や軍事方面に向けた結果覇者となったため、キケロは他の雄弁家と比較することは避けたという
この時カエサルはエーゲ海を船で渡っていたが、途中キリキアの海賊に囚われの身となった。海賊は身代金として20タレントを要求したが、カエサルは「20では安すぎる、50タレントを要求しろ」と海賊に言い放ち、その間海賊に対して恐れもせずに尊大に接するだけではなく、「自分が戻ったらお前たちを磔にしてやるぞ」と海賊に対し冗談すら言った。そして身代金が支払われて釈放されるとカエサルは海軍を招集し海賊を追跡、捕らえてペルガモンの獄につないだ。そしてアシア属州の総督に処刑するように命じるが、総督はこれを拒否して海賊を奴隷に売ろうとする。するとカエサルは海路を引き返して、冗談でほのめかした通りに自分の命令で海賊たちを磔刑に処したという。
紀元前73年、カエサルは死去したガイウス・アウレリウス・コッタ (紀元前75年の執政官)の後継神祇官に就任したと考えられている。

### クルスス・ホノルム
紀元前71年、軍団司令官（トリブヌス・ミリトゥム）に就任、クルスス・ホノルムを歩み始めた。ヒスパニアでのクィントゥス・セルトリウスによるローマとの戦争に加えて、紀元前73年にはスパルタクスらが首謀した第三次奴隷戦争が勃発、グナエウス・ポンペイウスやマルクス・リキニウス・クラッススがこれらの戦争で活躍していた。彼ら二人は紀元前70年に執政官を務めている。この時期のカエサルは妻の兄弟のキンナと手を組み、市民集会（コンティオ）で演説を行うなど、スッラの粛清から逃げていた人々の帰還事業を支援していた。

#### クァエストル

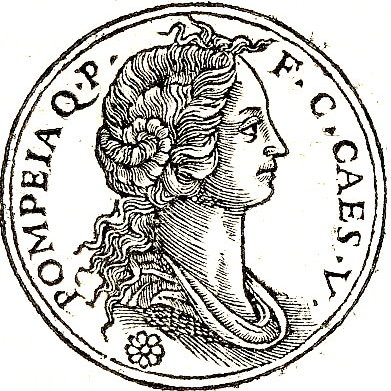
ポンペイア

紀元前69年に財務官（クァエストル）に選出された。この頃、叔母でマリウスの寡婦であったユリアの葬儀で追悼演説を行った。またこの時、スッラの粛清以来すっかり見なくなったマリウスの像を掲げてみせたという。妻のコルネリアも同年死去したため、カエサルはクィントゥス・ポンペイウス・ルフスとスッラの孫であるポンペイアと結婚した。
財務官として、カエサルはヒスパニア・ウルテリオルのプロプラエトル、ガイウス・アンティスティウス・ウェトゥスの下で働く。ここでアレクサンドロス大王の像を目にして「アレクサンドロスは今の私と同じ年の頃には世界を手に入れた。自分は何もなしえていない」と落胆し、こんなことをしている場合ではないと、辞任を申し出ようとした。カエサルはこの夜に母アウレリアを犯す夢を見たため激しく狼狽したが、占い師は「母とは全ての母に当たる『大地』である」と解釈し、彼が支配者となる証だと焚き付けた。カエサルは任期を早めに切り上げ、ローマに帰る途中、ローマ市民権を要求して不穏な空気が流れていたトランスパダナ（ポー川以北）地方を回った。スエトニウスは、彼が何かしら企んでいたのかもしれないとしている。
この時期、カエサルはローマ転覆の陰謀への関与が取り沙汰された。上級按察官（アエディリス・クルリス）に就任する直前に、その年収賄の罪で予定執政官の地位を剥奪されていたプブリウス・コルネリウス・スッラ（紀元前68年のプラエトル）とプブリウス・アウトロニウス・パエトゥス（紀元前68年のプラエトル）、クラッススと謀り、元老院を強襲してクラッススを独裁官、カエサル自身はその副官である騎兵長官（マギステル・エクィトゥム）としてローマを壟断しようとする計画であった。これは複数の歴史家が記録しているが、結局クラッススが決心できず未遂に終わったという。他にもトランスパダナのガリア人らと呼応して決起する計画もあったという。

#### アエディリス・クルリス
紀元前65年には上級按察官に就任した（平民按察官の一人はキケロであった）。同僚のマルクス・カルプルニウス・ビブルスと公共事業や競技会などを行ったが、まるでカエサルだけが負担したかのように賞賛されたという。こうして民衆の支持を得ると、カエサルは護民官を抱き込んでプレブス民会で古代エジプトが任地となるよう決議させようとした。しかし貴族たちの反対にあい、それに反発したカエサルは公然と叔父であるマリウスの戦勝碑の修復に着手し、スッラのプロスクリプティオに基づく没収財産で財を成した者の告発を行った。

### 紀元前63年
紀元前63年、護民官ティトゥス・ラビエヌスと共闘し、元老院議員ガイウス・ラビリウスを、37年前の護民官ルキウス・アップレイウス・サトゥルニヌス殺害の容疑で告発させた。そして遠縁のルキウス・カエサルと共に古代に存在した国家反逆罪審問官に就任し、弁護側にはキケロとホルタルスが就いたものの、ラビリウスを有罪とした。ラビリウスはウァレリウス法などで定められた上訴（プロウォカティオ）を行なったが、この時プラエトルのクィントゥス・カエキリウス・メテッルス・ケレルがヤニクルムの丘に掲げられた戦時召集の旗を下げ、民会を解散したため、裁判自体はうやむやになった。

#### ポンティフェクス・マクシムス
同年、カエサルはスッラの治世中に任命された前任のクィントゥス・カエキリウス・メテッルス・ピウスの死去に伴い、最高神祇官に立候補する。彼は同じく立候補した執政官経験者のクィントゥス・カトゥルスとプブリウス・イサウリクスとその座を争うことになり、選挙運動で多額の借金を抱えていたカエサルは、母アウレリアにキスしながら、「最高神祇官にならなければ（自宅に）戻ってくることはないでしょう」と言った。しかし結果はカエサルの当選、対立候補2人の所属トリブス票すら奪い取っての勝利だった。カトゥルスはカエサルに大金と引き換えに立候補を断念するよう持ちかけたが、カエサルはこれ以上いくら借金が増えようが闘い抜くと宣言したという。カエサルは、晴れて公邸（レギア）に住む身となった。

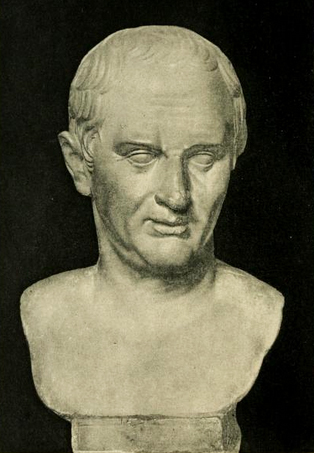
60才前後のキケロ。プラド美術館収蔵の胸像を元にした写真製版

#### カティリナ事件
この年は激動の年であった。前年行われた執政官選挙では、あまり有力な候補者がおらず、ルキウス・セルギウス・カティリナとガイウス・アントニウス・ヒュブリダ、そしてキケロの争いとなり、カティリナが落選した。カティリナとヒュブリダは、クラッススとカエサルに支援されていた。
年初に始まった護民官によって提出された土地分配法の審議では、キケロはこの法案の狙いを、農地を分配する十人委員会から戦場にいるポンペイウスを排除するため、クラッススとカエサルが裏で糸を引いていると読んで、反対演説を行い成立を阻止した（『農地法について』）。

少数の人間があなたの財産を狙っているとする。そのときまず何を考えるだろうか。

あなたを守る権力、委員会、そして手段から、ポンペイウスを排除する、

そのことを考えない人間がいるだろうか。

あなたがたが軽率に、何も考えずにこの法案を通した後になって、

欠陥に気が付きポンペイウスを頼ったところで、後の祭りになることを望んでいるのだ。
—キケロ、『農地法について（De Lege Agraria）』2.25

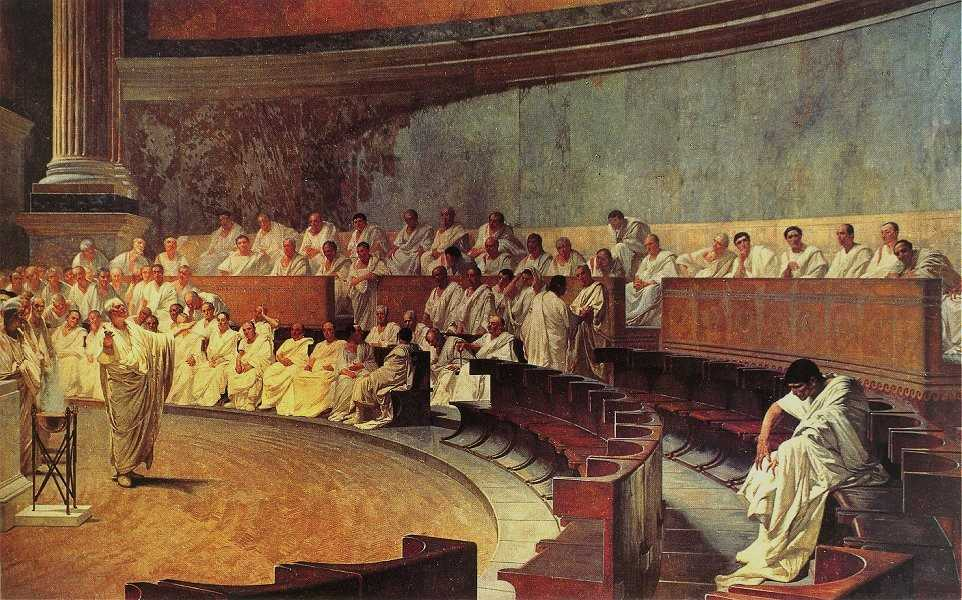
"Cicerone denuncia Catilina"、カティリナ（右端）を追及するキケロ（左側手前）、イタリア人画家チェーザレ・マッカリによる1888年の作

カティリナはこの年の執政官選挙にも立候補したが、再度落選し、エトルリアでの反乱を企てた。このことが明るみに出ると、この年の執政官であったキケロに対し、「執政官は国家に害が及ばぬよう対処せよ」と命じる元老院決議が10月21日に成立。11月にはカティリナに対し「国家の敵（ホスティス）」宣言が発せられる。ところがこのカティリナには中央にも共謀者がおり、その中には執政官経験者であるプブリウス・コルネリウス・レントゥルス・スラも含まれていた。12月3日、謀反の証拠を掴んだキケロは5人の関係者を逮捕。元老院でキケロに追い込まれた彼らは罪を認め、12月5日の元老院で対応が協議されることになった。翌年の予定執政官、14人の執政官経験者が極刑を求める中、予定プラエトルであったカエサルは陰謀に加担した者の死刑に反対する演説を行い、あくまでも終身の投獄を主張する立場をとる。クィントゥス・カトゥルス以外の多くの議員がカエサルの意見に賛同を示し始めた中、マルクス・ポルキウス・カト（小カト）は謀反には極刑をもって臨むべしと強く主張し、結局陰謀者たちは執政官キケロによって処刑された。

あなた方は冷静さを失っておられるのではないか。

誰しも自分が害を受けた場合にはそれを大仰にとらえるものだ。

しかし、大いなるインペリウムを預かる我らには、

下々のような自儘は許されるものではない。

スッラの行なったプロスクリプティオを思い起こして欲しい。

これが悪しき前例となって、将来我らに牙を剥かないと誰が言えるのか。
サッルスティウス『カティリーナの陰謀』カエサルの演説より要約

私は語りかけよう。国家よりも自身の資産や財産を大事に思われている方々に。

目を覚ましたまえ。狙われているのは我らの自由と生命なのだ。

これまであなた方が怠惰であっても国家が揺るがなかったのは、その偉大さゆえに他ならない。

だが今、それが脅かされているというのに、寛容であれという人間がいる。

最高神祇官たるカエサル殿は、悪人が死後どのような扱いを受けるか信じておられぬ様子。

我らの弱腰な対応を見れば、奴らは喜び勇んでここになだれ込んでくるだろう。

あなた方が自身のことだけを考え、欲望とカネに仕えるなら、

空虚な国家に痛撃を加えられたとて、何の不思議があろうか。
サッルスティウス『カティリーナの陰謀』小カトの演説より要約

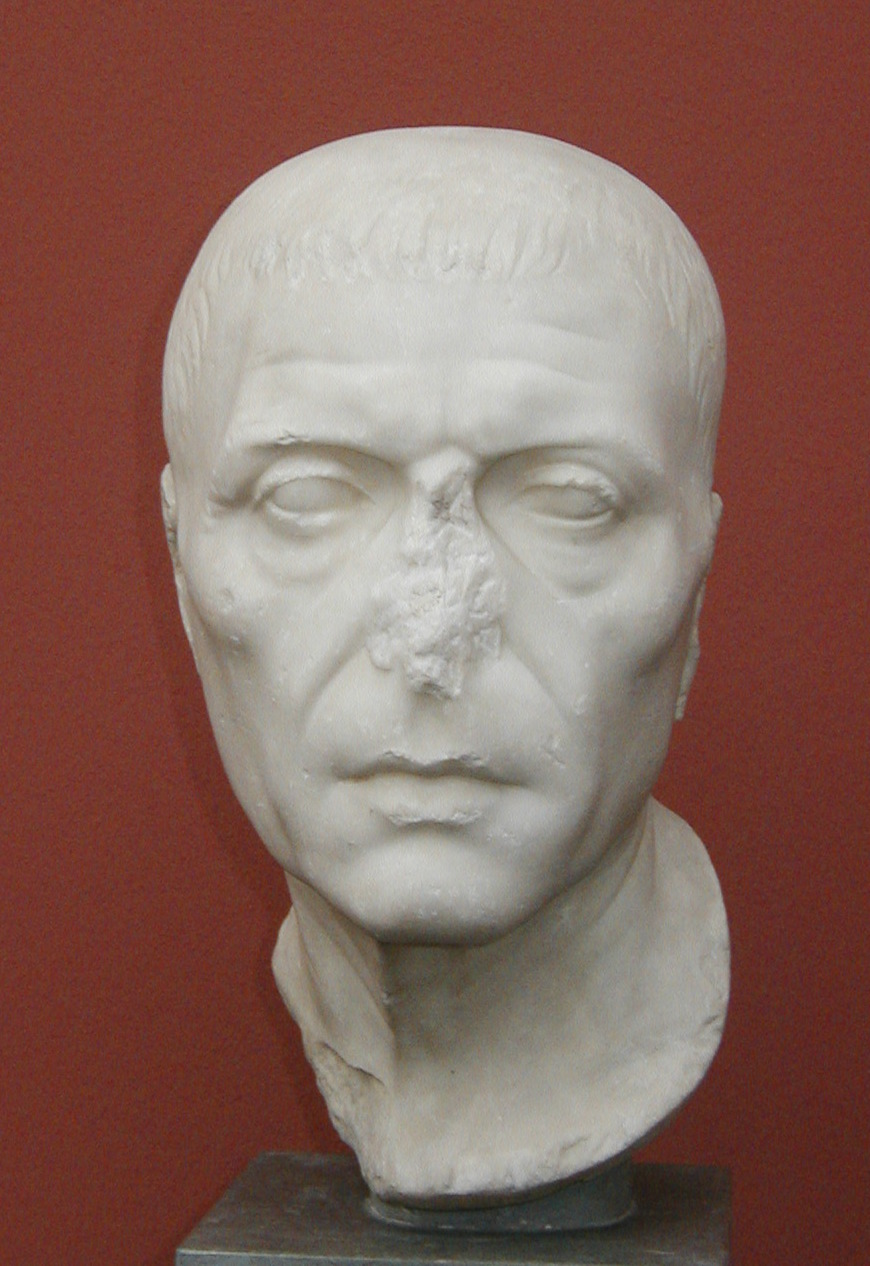
小カトのものと思われる胸像。グリュプトテーク収蔵

サッルスティウスは『カティリーナの陰謀』の中で、この二人の演説にほぼ1/6を割いている。この討論の最中、カエサルがメモを受け取ったのを見た小カトは、陰謀に関わった証拠だと詰め寄ったが、カエサルから渡されたその中身は、小カトの姉セルウィリアからの恋文であったため、小カトはカエサルにそれを投げつけて演説を続けたというエピソードも伝わる。
ノウス・ホモであったキケロは12月3日には「国家の父（パテル・パトリアエ）」と呼ばれ、軍事的勝利によらず感謝祭を開催された最初の人間となった。カエサルは方針決定後も更に妨害を続けたが、キケロやカトの意見を支持する一団に打ち殺されそうになった為、すっかり腰が引けてしまい、その年は家に引篭もったという。
翌紀元前62年には陰謀のさらなる追及のため委員会が設置された。その中でキケロは陰謀が何たるか報告を事前に受けていたという証言があったが、彼は容疑の潔白を証明し、逆に自分を告発した人物、そして委員会のメンバーの1人も獄につながれる事態となった。その間にプラエトルのカエサルは一貫して処罰の連座制に反対の立場を貫いた。なお、カエサルはクラッススと共に裏で陰謀を画策していたとも伝えられた。

### 三頭政治
紀元前61年、カエサルは、ヒスパニア・ウルステリオル属州総督として赴任した。カエサルはヒスパニアへ向かう道中に立ち寄った寒村で、部下に対して「ローマ人の間で第2位を占めるよりも、この寒村で第1人者になりたいものだ」と語ったという。
カエサルは属州総督としてローマ軍を率いてルシタニ族やガッラエキ族を討伐し、ローマへ服属していなかった部族も従えた。カエサルはこの属州総督時代に大金を得た。
紀元前60年、コンスルをめざすカエサルは、オリエントを平定して凱旋した自分に対する元老院の対応に不満を持ったポンペイウスと結び執政官に当選する。ただこの時点で、すでに功なり名を成したポンペイウスに対し、カエサルはたいした実績もなく、ポンペイウスと並立しうるほどの実力はなかった。そこでポンペイウスより年長で、騎士階級を代表し、スッラ派の重鎮でもあるクラッススを引きいれてバランスを取った。ここに第一回三頭政治が結成された。民衆から絶大な支持を誇るカエサル、元軍団総司令官として軍事力を背景に持つポンペイウス、経済力を有するクラッススの三者が手を組むことで、当時強大な政治力を持っていた元老院に対抗できる勢力を形成した。
執政官在任中にまず、元老院での議事録を即日市民に公開する事を定めた。それまでは議員から話を聞く以外には内容が知られることはなかっただけに、議員たちはうかつな言動は出来なくなった。また、グラックス兄弟以来元老院体制におけるタブーであった農地法を成立させる。当初、元老院はこの法案に激しく反対したが、カエサルは職権で平民集会を招集、巧妙な議事運営で法案を成立させるとともに、全元老院議員に農地法の尊重を誓約させることに成功した。

### ガリア戦争

"Vercingetorix throwing his weapons at the feet of Caesar"　フランス人画家リオネル・ロワイエによる1899年の作（ル・ピュイ＝アン＝ヴレのクロザティエ博物館所蔵）
アレシアの戦いにて、カエサル（赤いトーガをまとう人物）の軍門に下り、勝利者の足元に武器を投げ捨ててみせるウェルキンゲトリクス（馬上の人）。

紀元前58年、コンスルの任期を終えたカエサルは前執政官（プロコンスル）の資格で以てガリア・キサルピナ及びガリア・トランサルピナ等の属州総督に就任した。ヘルウェティイ族がローマ属州を通過したい旨の要求を拒否したことを皮切りに、ガリア人とのガリア戦争へ踏み出すこととなった。ヘルウェティイ族を抑えた後、ガリア人の依頼を受けてゲルマニア人のアリオウィストゥスとの戦いに勝ち、翌年にはガリアの北東部に住むベルガエ人諸部族を制圧した。
その間の紀元前56年にはルッカでポンペイウス、クラッススと会談を行い、紀元前55年にポンペイウスとクラッススが執政官に選出され、カエサルのガリア総督としての任期が5年延長されることが決定した。また、同年にゲルマニアに侵攻してゲルマニア人のガリア進出を退け、ライン川防衛線の端緒を築いた。紀元前55年及び54年の2度にわたってブリタンニア遠征も実施した。
最大の戦いは紀元前52年、アルウェルニ族の族長ウェルキンゲトリクスとの戦いであり、この時はほとんどのガリアの部族が敵対したが、カエサルはアレシアの戦いでこれを下した。これらの遠征により、カエサルはガリア全土をローマ属州とした。カエサルはガリア戦争の一連の経緯を『ガリア戦記』として著した。
カエサルはこの戦争でガリア人から多数の勝利を得、ローマでの名声を大いに高めた。彼は「新兵は新軍団を構成し、既設の軍団には新兵を補充しない」という方針を採ったため、長期間の遠征に従事した軍団は兵数が定員を割っていたが、代わりに統率の取れた精強な部隊になった。軍団兵には、ローマにではなくカエサル個人に対し、忠誠心を抱く者も多かったといわれる。これらのガリア征服を通して蓄えられた実力は、カエサルが内戦を引き起こす際の後ろ盾となったのみならず、ローマの元老院派のカエサルに対する警戒心をより強くさせ、元老院派の側からも内乱を誘発させかねない強硬策を取らせることとなった。

### ローマ内戦

#### ポンペイウスとの対決
紀元前53年、パルティアへ遠征していた三頭政治の一角であるクラッススの軍が壊滅（カルラエの戦い）し、クラッススが戦死したことにより三頭政治は崩壊した。また、紀元前54年にポンペイウスに嫁いでいた娘ユリアが死去したことも受けて、ポンペイウスはカエサルと距離を置き、三頭にとって共通の政敵であったカトやルキウス・ドミティウス・アヘノバルブスらに接近したため、両者の対立が顕在化した。
紀元前49年、カエサルのガリア属州総督解任および本国召還を命じる『セナトゥス・コンスルトゥム・ウルティムム（元老院最終決議）』が発布された。カエサルは自派の護民官がローマを追われたことを名目に、軍を率いてルビコン川を越えたことで、ポンペイウス及び元老院派との内戦に突入した。1月10日にルビコン川を渡る際、彼は「ここを渡れば人間世界の破滅、渡らなければ私の破滅。神々の待つところ、我々を侮辱した敵の待つところへ進もう、賽は投げられた」と檄を飛ばしたという。
ルビコン川を越えたカエサルはアドリア海沿いにイタリア半島の制圧を目指した。対するポンペイウスはローマにいたため即時の軍団編成を行えず、イタリア半島から逃れ、勢力地盤であったギリシアで軍備を整えることにした。多くの元老院議員もポンペイウスに従ってギリシアへ向かった。こうして、カエサルはイタリア半島の実質的な支配権を手にした。
ローマ制圧後、マッシリア包囲戦とイレルダの戦いでヒスパニアやマッシリア（現マルセイユ）などの元老院派を平定して後方の安全を確保し、カエサルが独裁官として仕切った選挙で紀元前48年の執政官に選出された。独裁官を10日余りで自ら辞任し、ローマを発って軍を率いてギリシアへ上陸した。元老院派の兵站基地を包囲したデュッラキウムの戦いで敗退を喫したが、紀元前48年8月のファルサルスの戦いで兵力に劣りながらも優れた戦術によって勝利を収めた。ポンペイウスはエジプトに逃亡したが、9月29日、アレクサンドリアに上陸しようとした際、プトレマイオス13世の側近の計略によって迎えの船の上で殺害された。後を追ってきたカエサルがアレクサンドリアに着いたのは、その数日後だった。

#### エジプトにて

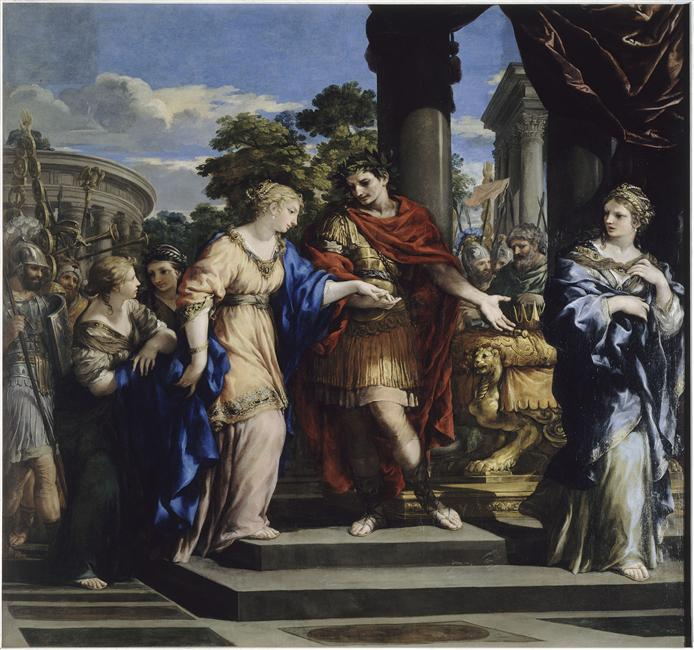
『クレオパトラをエジプト女王へ据えるカエサル』"Cesare rimette Cleopatra sul trono d'Egitto"、イタリア人画家ピエトロ・ダ・コルトーナによる1637年の作
カエサル（中央、赤いマント）がクレオパトラ7世の手を引いて玉座へ座るよう促している。右端はアルシノエ4世。

ポンペイウスの死を知ったカエサルは、軍勢を伴ってアレクサンドリアに上陸した。エジプトでは、先代のプトレマイオス12世の子であるクレオパトラ7世とプトレマイオス13世の姉弟が争っており、両者の仲介を模索したものの、プトレマイオス13世派から攻撃を受けた為、クレオパトラ7世の側に立って政争に介入し、ナイルの戦いで、カエサル麾下のローマ軍はプトレマイオス13世派を打ち破った。この戦いで敗死したプトレマイオス13世に代わって、プトレマイオス14世がクレオパトラ7世と共同でファラオの地位に就いた。

#### 北アフリカ、ヒスパニア戦役
エジプト平定後、カエサルは親密になったクレオパトラ7世とエジプトで過ごしたが、小アジアに派遣していたグナエウス・ドミティウス・カルウィヌスがポントス王ファルナケス2世に敗北したという報せが届いた。紀元前47年6月、カエサルはエジプトを発ち、途中でポンペイウスの勢力下だったシュリアやキリキアを抑えつつ進軍、8月2日にゼラの戦いでファルナケス2世を破った。この時、ローマにいる腹心のガイウス・マティウスに送った戦勝報告に「来た、見た、勝った (Veni, vidi, vici.)」との言葉があった。その後ローマに短期間滞在、その際1年間の独裁官に任命された。
ポンペイウス死後もヌミディア王ユバ1世と組んで北アフリカを支配していたクィントゥス・カエキリウス・メテッルス・ピウス・スキピオ・ナシカなど元老院派をタプススの戦いで破り、更にウティカを攻撃してカトを自害に追い込んだ（紀元前46年4月）。
紀元前46年夏、ローマへ帰還したカエサルは市民の熱狂的な歓呼に迎えられ、壮麗な凱旋式を挙行した。カエサルはクレオパトラ7世をローマに招いており、クレオパトラ7世はカエサルとの間の息子とされるカエサリオンを伴っていた。紀元前45年3月、ヒスパニアへ逃れていたラビエヌスやポンペイウスの遺児小ポンペイウス・セクストゥス兄弟らとのムンダの戦いに勝利して一連のローマ内戦を終結させた。

### 終身独裁官就任
元老院派を武力で制圧して、ローマでの支配権を確固たるものとしたカエサルは共和政の改革に着手する。属州民に議席を与えて、定員を600名から900名へと増員したことで元老院の機能・権威を低下させ、機能不全に陥っていた民会、護民官を単なる追認機関とすることで有名無実化した。代わって、自らが終身独裁官に就任（紀元前44年2月）し、権力を1点に集中することで統治能力の強化を図ったのである。この権力集中システムは元首政（プリンキパトゥス）として後継者のオクタウィアヌス（後のアウグストゥス）に引き継がれ、帝政ローマ誕生の礎ともなる。
紀元前44年2月15日、ルペルカリア祭の際にアントニウスがカエサルへ王の証ともいえる月桂樹を奉じたものの、ローマ市民からの拍手はまばらで、逆にカエサルが月桂樹を押し戻した際には大変な拍手であった。数度繰り返した所、全く同じ反応であり、カエサルはカピトル神殿へ月桂樹を捧げるように指示したという。
共和主義者はこの行動をカエサルが君主政を志向した表れと判断した。また、カエサルは「共和政ローマは身も形もなく、名のみの夢幻の如くなり」「注意せよ、我が言はすなわち法なり」などと発言したとされる。これら伝えられるカエサルの振る舞いや言動、そして終身独裁官としての絶対的な権力に対し、マルクス・ユニウス・ブルトゥスやガイウス・カッシウス・ロンギヌスら共和主義者は共和政崩壊の危機感を抱いた。

#### 暗殺

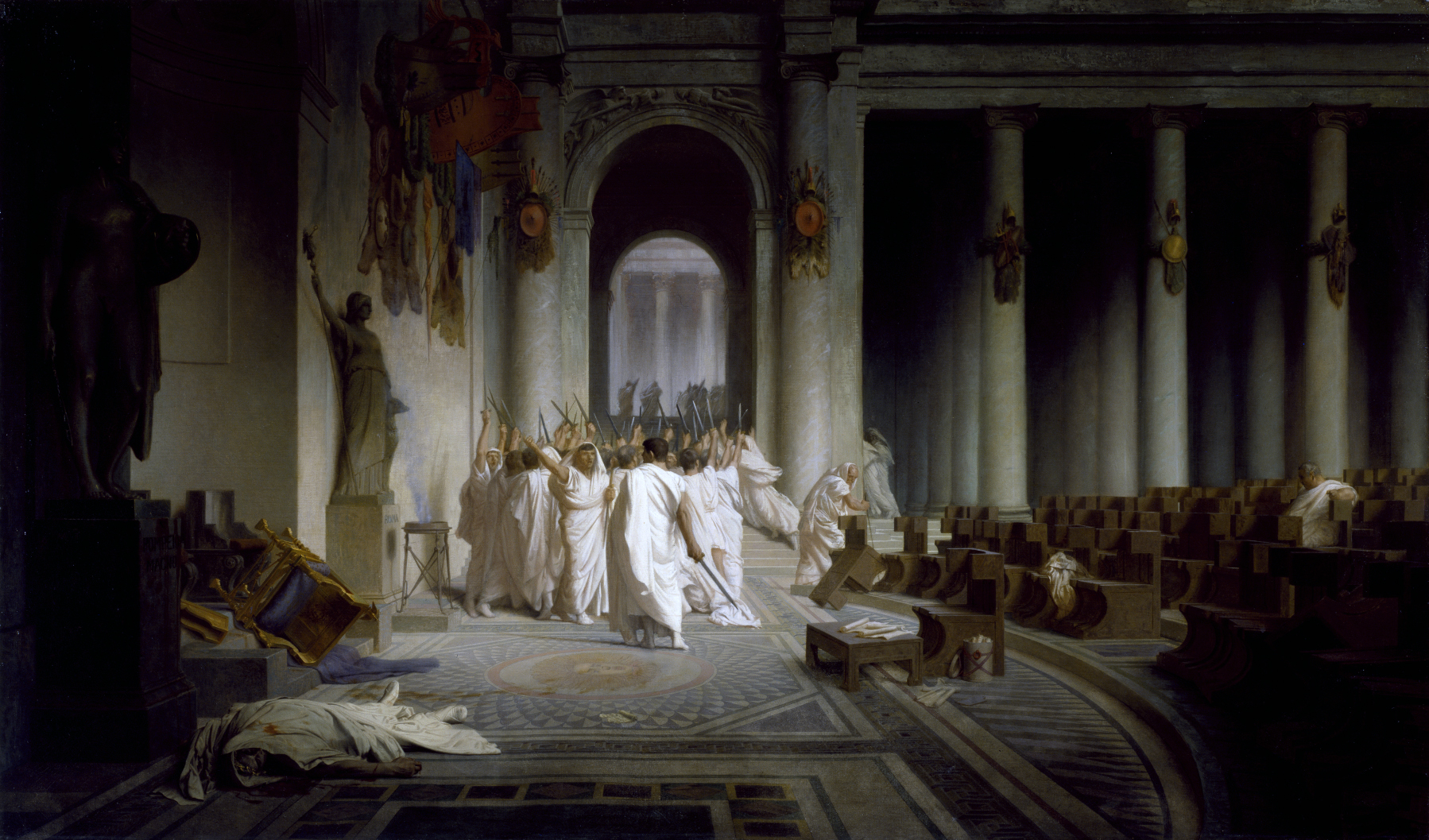
『カエサル暗殺』(La Mort de César) フランス人画家ジャン＝レオン・ジェロームによる1867年の作

紀元前44年3月15日 (Idus Martiae)、元老院へ出席するカエサルの随行者はデキムス・ユニウス・ブルトゥス・アルビヌスであった。妻・カルプルニアは前夜に悪夢を見た為、カエサルに元老院への出席を避けるよう伝え、カエサルも一度は見合わせることを検討したものの、デキムスの忠告によってカエサルは出席することとした。以前「『3月15日』に注意せよ」と予言した腸卜官（ちょうぼくかん、臓卜師とも。占い師のこと。）のウェストリキウス・スプリンナに元老院への道中で出会い、カエサルは「何も無かったではないか」と語ったが、スプリンナは「『3月15日』は未だ終わっていない」と返答した。
それ以前にカエサルは身体の不可侵性を保障される護民官職権を得ていたが、それに加えて元老院議員から安全に関する誓約（元老院議員ほどに社会的地位に高い者なら、「紳士協定」こそ守られなくてはならないとされていた）を取った上で、独裁官に付属する護衛隊を解散していた。カエサルは「身の安寧に汲々としているようでは生きている甲斐がない」「私は自分が信じる道に従って行動している。だから他人がそう生きることも当然と思っている」といったことを述べている。
ポンペイウス劇場で開かれた元老院会議は、パルティア遠征を前にカエサル不在中のローマの統治体制を協議する予定であった。終身独裁官であったカエサルに随行するリクトルは元老院の慣習により元老院外で待機、腹心のマルクス・アントニウスはガイウス・トレボニウスによって引き離されていた。
事件は元老院の開会前に起こったとされ、ポンペイウス劇場に隣接する列柱廊（現在のトッレ・アルジェンティーナ広場内）でマルクス・ブルトゥスやカッシウスらによって暗殺された。23の刺し傷の内、2つ目の刺し傷が致命傷となったという。
シェイクスピアの戯曲『ジュリアス・シーザー』の作中では暗殺される際に愛人セルウィリアの息子で寵愛していたマルクス・ブルトゥスを見つけ「ブルトゥス、お前もか (Et tu, Brute?)」と叫んでいるが、これはスエトニウスが記録した「息子よ、お前もか？ (καὶ σὺ τέκνον;)」という言葉が元になっているとされる。

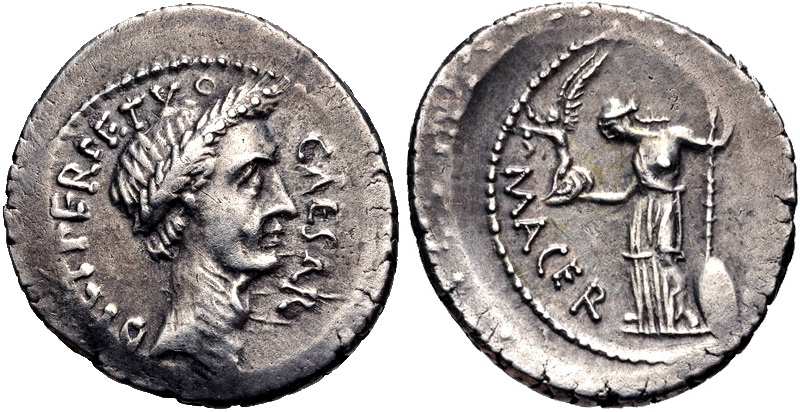
紀元前44年ごろ発行されたデナリウス銀貨。カエサルの横顔の周りには永久独裁官カエサルと刻まれており、裏面にはウェヌスと硬貨を鋳造したP. Sepullius Macerのコグノーメンが刻まれている

数日後、カエサルの遺言状が開封された。第一相続人に当時18歳の大甥（姪であるアティア・バルバ・カエソニアの息子）ガイウス・オクタウィウス・トゥリヌス（後の初代ローマ皇帝アウグストゥス）、第二相続人にデキムス・ブルトゥスとの内容であった。
カエサルは生前に死に方を問われた際に「思いがけない死、突然の死こそ望ましい」と答え、合わせて「私が無事息災でいることは、ローマのためにも必要である。私は長い間権力を握っており、もし私の身の上に何かが起こったら、ローマは平穏無事であるはずがない。もしかすると悪くなる可能性があり、内乱が起こるだろう」と語ったと伝えられている。

### 年表
- 紀元前100年頃 - ローマで生まれる。
- 紀元前82年 - スッラがローマへ侵攻。カエサル、キリキアへ逃れる。
- 紀元前78年 - スッラ死去。カエサル、ローマへ帰還。
- 紀元前69年 - クァエストルに選出され、ヒスパニアへ赴任する。
- 紀元前65年 - アエディリスに選出。
- 紀元前63年 - 最高神祇官選挙で対立候補を破って当選。カティリナ事件。
- 紀元前62年 - プラエトルに選出。
- 紀元前61年 - プロプラエトル格でヒスパニア総督に選出。
- 紀元前59年 - コンスルに選出（同僚はマルクス・カルプルニウス・ビブルス）。三頭政治の開始。
- 紀元前58年 - プロコンスル格でガリア地区の総督に選出。ガリア戦争が勃発（紀元前51年まで）。
- 紀元前56年 - ルッカ会談。
- 紀元前53年 - クラッスス戦死、三頭政治が事実上崩壊。
- 紀元前52年 - アレシアの戦い。
- 紀元前49年 - ルビコン渡河。ローマ内戦の開始。
- 紀元前48年 - ファルサルスの戦い。ポンペイウス、エジプトで殺害。
- 紀元前46年 - タプススの戦い。初の凱旋式、10年期限のディクタトル（独裁官）に選出。
- 紀元前45年 - ムンダの戦い。ローマ内戦が事実上終結。終身独裁官に選出。
- 紀元前44年 - ローマ元老院議場内で暗殺。

## 事績

### 軍事
約8年に及ぶ戦いの末ガリアを征服してブリタニアへも進出した事でローマに多大な利益をもたらし、同時に自身も絶大な名声と富を獲得してポンペイウスに匹敵する存在となった。また、この過程で40万から100万のガリア人を殺害し、多数の奴隷を得たとされる。その後4年に及ぶポンペイウスとの内乱も制してローマにおける事実上の単独支配者となり、2度の凱旋式を含む様々な栄誉に服した。さらに暗殺直前には3年以上の予定でダキアとパルティアへの遠征も計画されていた

### 政治
執政官一期目に制定した農地法やカルタゴやコリントスをはじめとした各地への8万人規模とされた入植計画を推進するなどしてグラックス兄弟以来の問題に取り組んだが、これらの多くは存命中に実現する事はなかった。また、国家財政を圧迫していた穀物の無料配給対象者を32万から15万にまで削減している。元老院の定数を600から900に、公職者も法務官の数を8から16にするなどして増加させる一方で属州総督の権限を制限するため任期を1年から2年までとした。
猥雑な都市となっていたローマ市再編を進め、その一環としてマルクス・テレンティウス・ウァッロを長とする公共図書館建設も計画したが暗殺により実現しなかった。ポンプティヌス沼地(英語版)の灌漑等による耕作地拡大も構想したが、これらが完遂されたのは遥か後の19世紀から20世紀にかけてであった。属州民に市民権を積極的に付与し、計画だけで終わった入植計画等も含め属州のローマ化が進む契機を作り、執政官一期目で成立させた属州での訴訟に関するユリウス法は元首政期においても属州統治の基礎となった。また、エジプトの太陽暦を基に制定したユリウス暦は今日の人々が送る生活にまで大きな影響を与えている。

### 神格化
カエサルの授かった栄誉はそれまでのローマ人を遥かに凌駕し、存命中に自身の顔が硬貨に刻まれた最初のローマ人となり、アウグストゥスら以後の最高権力者が自身の顔を刻んだ硬貨を発行する慣習へと繋がった。また誕生日は祝日となり、7月(July)の語源となっている。自宅は神殿のような装いとなり、カエサルを信仰するユリウス祭司団も創設され、その長にはアントニウスが任命されている。
カエサルを神格化する動きは死後にその後継者となったオクタウィアヌスを中心に加速し、オクタウィアヌスが追悼のため祭事を開催した時彗星が7日間空に現れ、これによりカエサルが神々の列に加わったと広く信じられるようになり、さらに元老院決議により「ディウス・ユリウス」の名で正式な国家神となり、これは元首政期における死後の神格化決議の基礎となった。

### 文筆家として
- 『ガリア戦記』
- 『内乱記』
- 『反カト論（英語版）』（散逸）
- 『類推論（英語版）』（散逸）

## 人物像

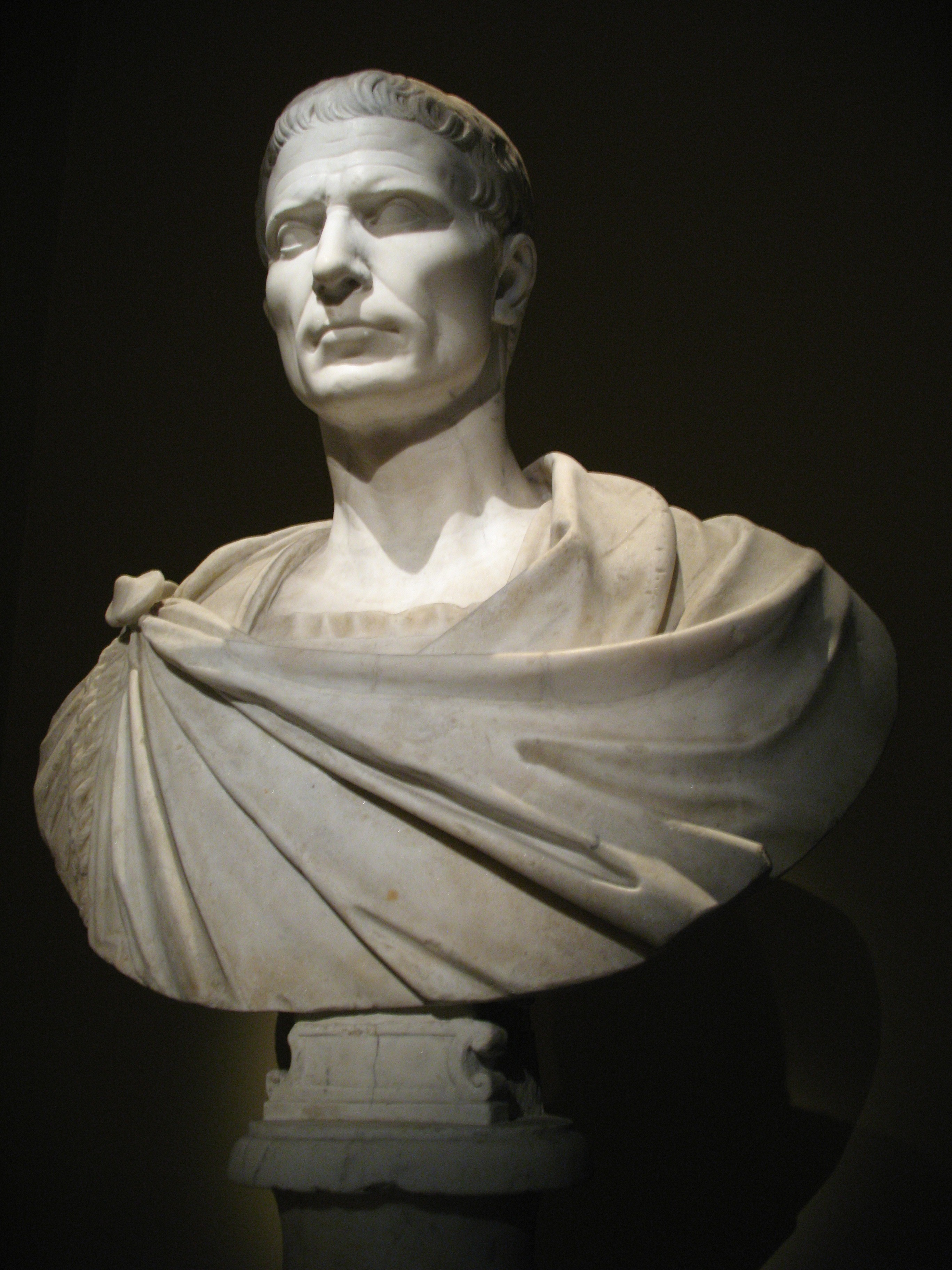
カエサルの胸像（ウィーン美術史美術館）

カエサルが元老院議員として初めて表舞台に出た頃の評価は、「借金王」や「ハゲの女たらし」と言ったものであった。事実、借金は天文学的でとてつもない金額であった。紀元前61年春に、プロプラエトルとしてヒスパニアへ赴く前、カエサルが高飛びすると恐れて出発を妨げたため、カエサルは、最大の債権者クラッススに泣きつき、債務保証をしてもらい、ようやく任地に出発できた。
また、カエサル自身が総督として赴任したヒスパニアで現地の部族より金を無心したり、ガリアで現地部族が奉納している神殿や聖域にあった宝飾物を強奪したり、金目当てで街を破壊して回ったりということもあった。また、ローマでもカピトリヌスの神殿に奉納していた金塊を盗み、同重量の金メッキをした銅を戻したり、内戦中は護民官の制止を振り切って神殿の財貨を強奪したとした と伝わっている。
カエサルは、背が高く引き締まった体をしていたが、当時の美男子の条件である「細身、女と見紛うほどの優男」には当てはまらなかった、また、頭髪が薄いことを政敵から攻撃されたため、はげた部分を隠すのに苦労していた。このため、内戦を終結させた業績を認められたことにより、いつ、どこでも月桂冠を被る特権を与えられたときは、大変喜んだという。なお、当時のカエサルが前髪の薄さを隠すためにしていた髪型は、シーザーカット（カエサルカット）と呼ばれており、ヨーロッパでは古くから典型的な男性の髪型の一種となっている。また、てんかんの症状があったとも伝わっている。
サッルスティウスは『カティリーナの陰謀』で、カエサルと小カトを、年齢や弁舌、その精神性や栄光もほぼ互角の人間として比較しており、カエサルはその恩恵と気前の良さ（beneficiis ac munificentia）によって賞賛され、友人のために働きづめに働いて、インペリウムを得て巨大な武勲を立てられる戦争を望んでいたとしている。彼らは当時予定プラエトルと予定護民官という元老院では低い地位でしかなかったが、それにしてはかなり持ち上げており、サッルスティウス自身はカエサル派であったが、小カトも同等に賞賛していることから、執筆当時の第2回三頭政治と、小カトの流れをくむ共和派の両方を意識してのことではないかと推測されている。

### カエサルの妻と愛人たち
紀元前62年、男性禁制のボナ・デアの儀式の際、妻ポンペイアが女装した情夫を引き入れたとされる騒動が起こった。カエサルは女装した犯人のプブリウス・クロディウス・プルケルの裁判に証人として出席したが、彼の容疑については何も知らないと答えた。しかし彼は事件後ポンペイアと離婚しており、それを不思議に思った検察官はなぜ離婚したのか尋ねたが、「カエサルの妻たるものは、いかなる嫌疑も受けてはならない」と答えたという。
また、カエサルには多くの愛人がいた。やや誇張と思われるが、一説によれば元老院議員の3分の1が妻をカエサルに寝取られたと伝えられている。このためカエサルは「ハゲの女たらし」と渾名された。古代ローマでは凱旋式の際に、軍団兵たちが将軍をからかう野次を飛ばす習慣があったが、カエサルの凱旋式においての軍団兵たちは「夫たちよ、妻を隠せ。薬缶頭（ハゲ）の女たらしのお通りだ」と叫んだ。「ハゲの女たらし」（羅: moechus calvus）と言われることを受け入れていたことは、カエサルの寛容さを説明する際に引き合いに出される。
なお、カエサルが関係を持ったと何らかの記述がある女性は以下の通りであり、他にも多くの女性と関係したと思われる。ただし記録にある限り、子宝にはほとんど恵まれなかった。
- 妻

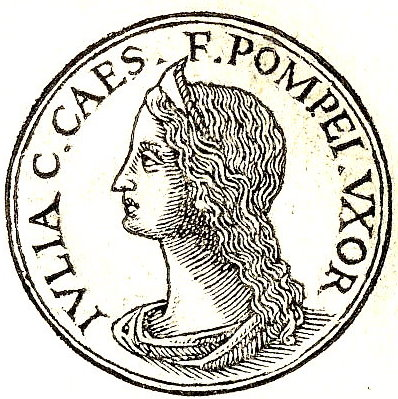
カエサルの娘でポンペイウスと結婚したユリア・カエサリス

  - コルネリア - ルキウス・コルネリウス・キンナの娘。最初の妻
    - ユリア - 長女（嫡子）。グナエウス・ポンペイウスと結婚、紀元前54年死去

  - ポンペイア - 2番目の妻、紀元前62年離婚
  - カルプルニア - ルキウス・カルプルニウス・ピソ・カエソニヌスの娘。最後の妻
- 愛人
  - コッスティア - 騎士階級の娘。婚約するも、コルネリアと結婚するために婚約破棄
  - セルウィリア - マルクス・ポルキウス・カト・ウティケンシスの姉、マルクス・ユニウス・ブルトゥスの母
  - ポストゥミア - セルウィウス・スルピキウスの妻。
  - ロリア - アウルス・ガビニウスの妻。
  - テルトゥラ - マルクス・リキニウス・クラッススの妻。
  - ムキア - ポンペイウスの妻。
  - クレオパトラ7世 - プトレマイオス朝エジプトのファラオ。
    - カエサリオン - 長男（紀元前47年生まれの庶子）。アウグストゥスのプロパガンダなどもあり古代の記録は父親について意見が分かれているが、現代の学者のほとんどがカエサルを父親と考えている[99]。

  - エウノエ - マウレタニア王ボグドの妻。

### 評価
人々はカエサルの幸運についてしきりに語る。しかしこの非凡な人物は多くのすぐれた素質もあり、欠陥はないわけでなく、多くの悪徳を積みもしたが、どんな軍隊を指揮したところで勝利者となったろうし、どんな国家に生まれたところで、それを統治したことであろう。
—モンテスキュー、『ローマ盛衰原因論』11（井上幸治訳）
- カエサルは、文筆家としての才能も高く評価されており、キケロと並び、ラテン文学の散文における双璧をなしている。特に『ガリア戦記』の雄渾で簡潔な文体は高く評価されている。また、上述した引用句も特徴的である。
- 終身独裁官に就任して以降、カエサルは度々王位への野心を露にしたとプルタルコスは伝えている。一例として、パルティアへの遠征計画を挙げており、ローマで予言書とされた『シビュラ予言書』には「王を戴かない限り、ローマ人はパルティアは征服できない」と記載されていたという[101]。この時期、カエサルはローマ市民から憎悪されていたこともあって、共和主義者による暗殺計画を呼び込む一因となったとしている[102]。
- 19世紀ドイツの歴史家であり、ローマ史によってノーベル文学賞を受賞したテオドール・モムゼンは、「ローマが生んだ唯一の創造的天才」と評した。[103]
- ヘルマン・シュトラスブルガーは、後世の歴史家によって過大評価された記述を元にしてカエサルを賞賛することに対して警鐘を鳴らし、同時代人からは批判されることすらある、一政治家にすぎないとした。マティアス・ゲルツァーはこれに一定の評価をしつつ、カエサルのヴィジョンが当時としては優れていたことを指摘している[104]。
- カエサルが台頭する道のりは、あくまでも共和政の伝統的なクルスス・ホノルムに沿ったもので、当時の政治家として飛び抜けていたわけではない。独裁官としては、これまでの都市国家としてのローマを、地中海世界を支配できる体制へと変えたというが、これはカエサルら一部の人間によってのみ成し遂げられたわけではなく、当時社会的な変動が長く続いていた影響を無視できないという指摘がある[105]。また、カエサルよりもスッラによる改革の影響を高く評価する学者もいる[106]。

## カエサルを描いた作品

### 伝記・史書

#### 原典
- 「第1巻 カエサル」- スエトニウス『ローマ皇帝伝（上）』 国原吉之助訳、岩波文庫、1986年
- 「カエサル」-『プルタルコス英雄伝（下）』 長谷川博隆訳、新版・ちくま学芸文庫、1996年
- 「アレクサンドロスとカエサル」- プルタルコス『英雄伝 5』 城江良和訳、京都大学学術出版会〈西洋古典叢書〉、2019年。新訳版

#### 伝記研究
- 長谷川博隆 『カエサル』講談社学術文庫、1994年
- テオドール・モムゼン 『カエサルの時代－ローマの歴史Ⅳ』長谷川博隆訳、名古屋大学出版会、2007年
- マティアス・ゲルツァー 『カエサル－ローマ政治家伝Ⅰ』長谷川博隆訳、名古屋大学出版会、2013年
- エイドリアン・ゴールズワーシー 『カエサル 上・下』宮坂渉訳、白水社、2012年
- 高橋宏幸 『カエサル『ガリア戦記』 歴史を刻む剣とペン』岩波書店、2009年（書物誕生－あたらしい古典入門）
- 小池和子 『カエサル　内戦の時代を駆けぬけた政治家』岩波新書、2020年

#### 概説
- 毛利晶『カエサル: 貴族仲間に嫌われた「英雄」 (世界史リブレット人 7)』山川出版社、2014年。
- ミシェル・ランボー『シーザー』 寺沢精哲訳、白水社〈文庫クセジュ〉、1981年
- 『世界の戦史3　シーザーとローマ帝国』 人物往来社、1966年。執筆は長谷川博隆・吉村忠典ほか
- 『世界を創った人びと2　カエサル　古代ローマの悲劇の英雄』 長谷川博隆編訳、平凡社、1979年
- 『ユリウス・カエサル』 ピエール・グリマールほか執筆、長谷川博隆ほか訳、小学館〈世界伝記双書〉、1984年

#### 図版解説
- 『図説 永遠の都カエサルのローマ』 佐藤幸三解説、河出書房新社〈ふくろうの本〉、2004年
- フランソワーズ・ベック/エレーヌ・シュー『ケルト文明とローマ帝国 「ガリア戦記」の舞台』　
鶴岡真弓監修、遠藤ゆかり訳、創元社〈「知の再発見」双書〉、2004年
- エディット・フラマリオン『クレオパトラ　古代エジプト最後の女王』 高野優訳、創元社〈「知の再発見」双書〉、1994年

### 文学作品
- ルーカーヌス『内乱 パルサリア』 大西英文訳、岩波文庫（上下）、2012年
- ウィリアム・シェイクスピア『ジュリアス・シーザー』 岩波、新潮、光文社古典、ちくまの各文庫ほか
- バーナード・ショー『シーザーとクレオパトラ』 山本修二訳、岩波文庫
- マックス・ガロ『カエサル』 小林修訳、扶桑社文庫（上下）、2006年
- 塩野七生『ローマ人の物語Ⅳ ユリウス・カエサル ルビコン以前』
  - 『ローマ人の物語Ⅴ ユリウス・カエサル ルビコン以後』

新潮社（1995-96年）、単行判は全15巻／新潮文庫（全6分冊。2004年）
- 佐藤賢一『カエサルを撃て』中央公論新社（1999年）、同・新書版（2002年）、中公文庫（2004年）
- ベルトルト・ブレヒト『ユリウス・カエサル氏の商売』岩淵達治訳、河出書房新社（1973年）。改訂新版・あいんしゅりっと（2025年）
- ソーントン・ワイルダー『三月十五日　カエサルの最期』志内一興訳、みすず書房（2018年）

### 映画
- シーザーとクレオパトラ（1945年、原作：バーナード・ショー、監督：ガブリエル・パスカル）
- ジュリアス・シーザー (1953年の映画)（1953年、原作：ウィリアム・シェイクスピア、監督：ジョセフ・L・マンキーウィッツ）
- ジュリアス・シーザー (1970年の映画)（1970年、原作：ウィリアム・シェイクスピア、監督：スチュアート・バージ）

### テレビドラマ
- ジュリアス・シーザー (1978年のテレビドラマ)（英語版）
  - ピーター・アレグザンダー（英語版）編集『シェークスピア全集』を底本として使用[107]。ブルータス：リチャード・パスコ（英語版）、ジュリアス・シーザー：チャールズ・グレイ、アントニー：キース・ミッチェル（英語版）、カルパーニア：エリザベス・スプリグス（英語版）[108]。1981年4月26日NHK教育でNHKシェークスピア劇場『ジュリアス・シーザー』として放送（日本語字幕）[109]。
- ジュリアス・シーザー (2003年のテレビドラマ)（英語版）
  - カエサルの生涯を描く。ジュリアス・シーザー：ジェレミー・シスト、スッラ：リチャード・ハリス、カトー：クリストファー・ウォーケン。

### 漫画
- さかもと未明『マンガ ローマ帝国の歴史1 ユリウス・カエサル、世界の運命を握った男』講談社、2007年
- 『コミック版 その時歴史が動いた　世界英雄編』集英社、2005年   
  - 『賽は投げられた—英雄カエサル　ローマを変えた運命の決断』西田真基作画
- 『ガリア戦記　まんがで読破』 バラエティ・アートワークス企画・作、イースト・プレス、2011年
- 大江慎一郎[110]『英雄!シーザーさん』（『別冊少年チャンピオン』2016年11月号 - 2019年7月号、大江しんいちろう名義）

### ゲーム
- アベ・カエサル - 1989年にドイツで生まれたボードゲーム。古代ローマの戦車競走をモチーフにしており、迎賓席に座っているカエサルに敬礼しなければならない。
- ワールドチェイン（声：杉田智和[111]） - 2016年にセガゲームスより配信されたスマートフォン用RPG。ローマ・エジプト編のローマ側の中心人物であり、前半から中盤までは彼の生涯を追っていく。
- アサシン クリード オリジンズ（声：大塚芳忠） - ユービーアイソフトより2017年10月に発売されたステルスゲーム。主人公の支援者クレオパトラ7世の同盟相手として登場。
- タイムプリンセス - 2021年にIGGより配信されたスマートフォン用ゲーム。ゲーム内のストーリーブック、クレオパトラにて登場。